# Muscle Milk Pickett Racing

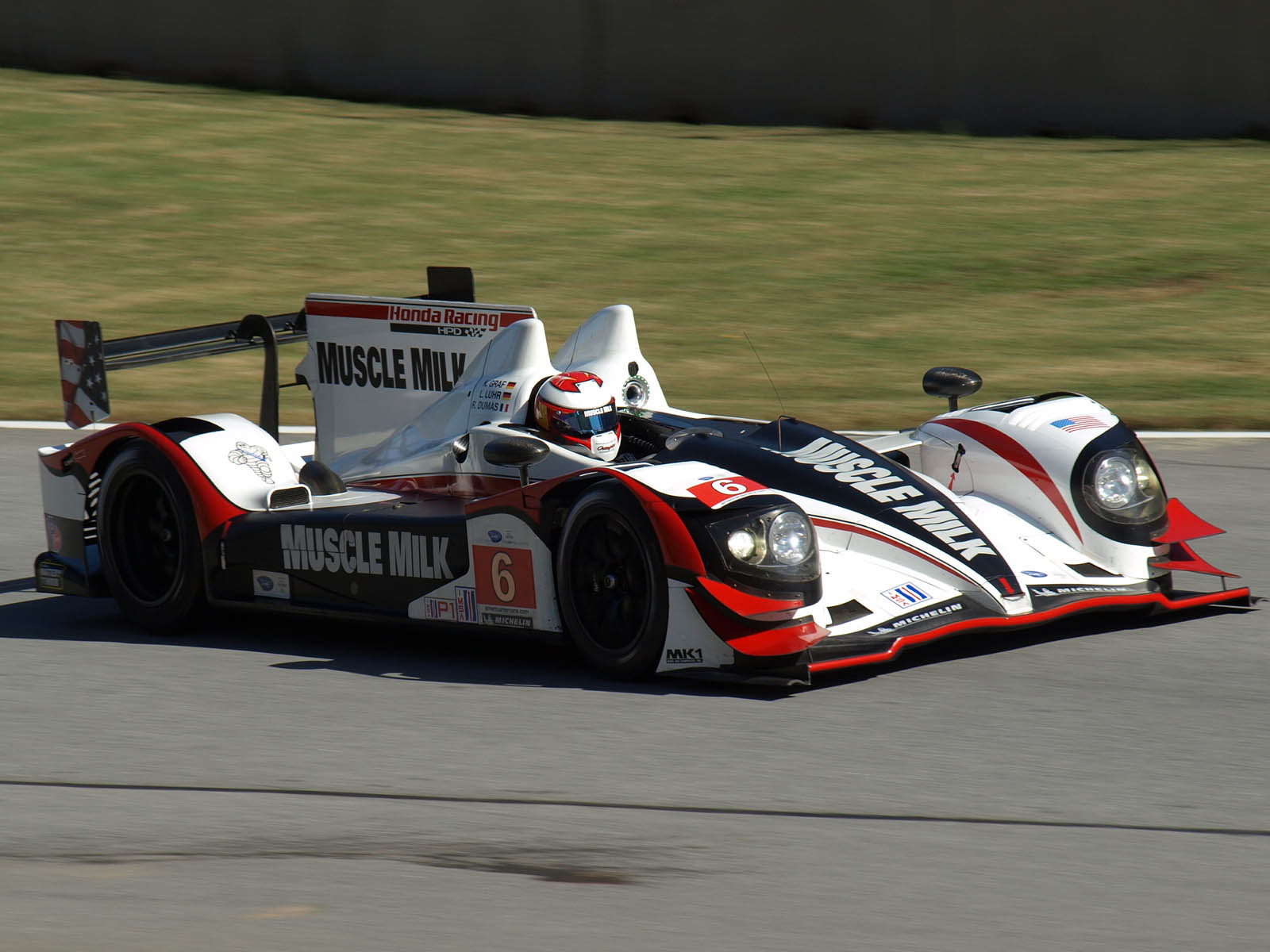
HPD ARX 03 von Pickett-Racing beim Petit Le Mans

Muscle Milk Pickett Racing, früher Muscle Milk Team Cytosport ist ein US-amerikanisches Motorsport-Team, welches bereits in den 1970er Jahren gegründet wurde und heute im amerikanischen Sportwagensport aktiv ist.

## Geschichte

### Gründung und frühe Geschichte
Das Team wurde 1974 von Greg Pickett gegründet, einen Geschäftsmann mit einer Motorsport-Leidenschaft. In den 70er Jahren war das Team in der Trans-Am-Serie und der IMSA-GT-Meisterschaft aktiv, 1978 wurde der ersten Meistertitel des Teams in der Trans-Am gefeiert. Nach der Saison 1982 schloss das Team vorübergehend.
1991 wurde das Team neu gegründet und verbrachte erneut sieben Saisons in der Trans-Am-Meisterschaft, bevor sich Teamchef Pickett erneut zurückzog und sich anderen Themen widmete. Doch erneut gab es eine Rückkehr des Teams, 2002 stieg man erneut in die Trans-Am-Serie ein und verpasste nur knapp den Titel in der Saison 2005, welche die letzte der Trans-Am-Serie war.

### Einstieg in die ALMS
Das Team musste sich nun neu orientieren, um ein Betätigungsfeld zu finden. Zur Saison 2007 stieg das Team unter dem Namen Team Cytosport in die American Le Mans Series ein. Dazu kaufte Pickett einen Lola B06/10 mit AER-Motor. Bei fünf Rennen gestartet, erreichte das Team vier Podestplätze. Dies lag aber auch daran, dass in der LMP1 selten mehr als vier Fahrzeuge am Start waren. Zweiter Fahrer neben Pickett war Klaus Graf, welcher bis heute für das Team fährt.
2008 stand nur ein Rumpf-Programm auf dem Plan. In Zusammenarbeit mit Charouz Racing konnte der erste Start beim 24-Stunden-Rennen von Le Mans durchgeführt werden, wobei Pickett, Graf und Jan Lammers schon nach 146 Runden ausschieden. Im Jahr 2009 wurde das Programm wieder etwas größer, vier Rennen bestritt das Team in der ALMS. Mit dem Porsche RS Spyder konnte dabei in jedem Rennen ein Podestplatz in der LMP2-Klasse erreicht werden.

### Der Weg zur ersten Meisterschaft

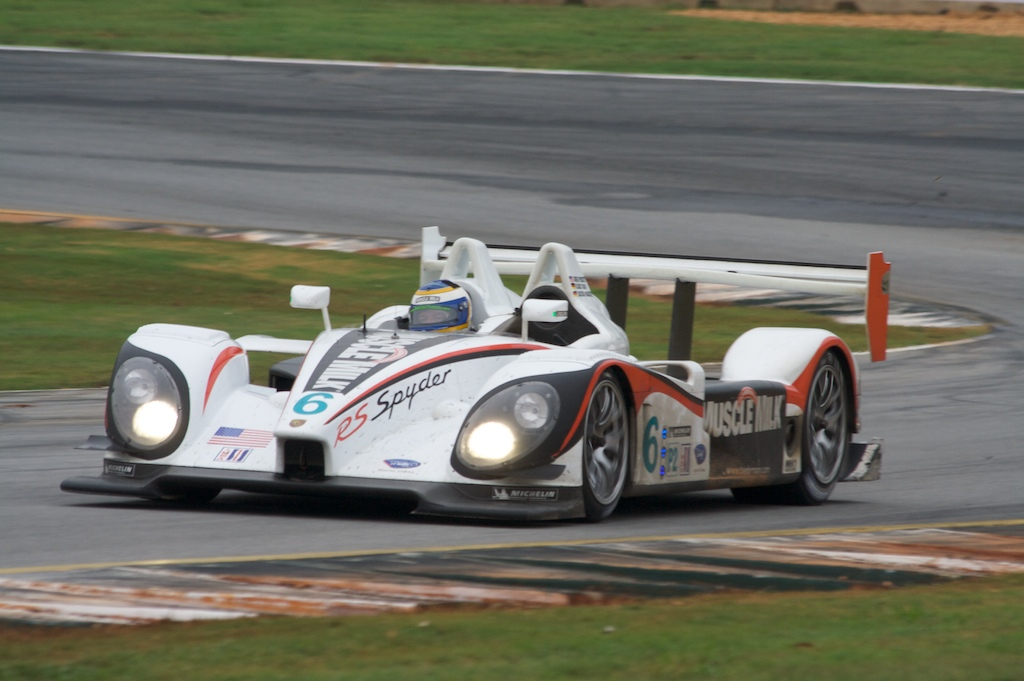
Der Porsche RS Spyder beim Petit Le Mans 2009

Ein Jahr später startete das Team Cytosport zum ersten Mal für eine volle Saison in der ALMS. Mit dem Porsche RS Spyder und Pickett und Graf als Fahrer konnte der erste Klassensieg in der LMP-Klasse, beim 12-Stunden-Rennen von Sebring und der erste Gesamtsieg, in Lime Rock Park, eingefahren werden. Doch auch ein großer Unfall beim Testen in Mid-Ohio war Teil dieser Saison, so dass Cytosport mit nur acht Starts in neun Rennen zu wenige Punkte für den Meistertitel holte. Hinter Highcroft Racing wurde Cytosport zweiter der LMP-Team-Meisterschaft, Klaus Graf zweiter in der Fahrermeisterschaft.
Auch 2011 reichte es nur knapp nicht zum Meistertitel. Trotz des Wechsels zu einem Lola-Aston Martin LMP1 und des Einsatzes von zwei Profifahrern, neben Graf war es Lucas Luhr, verlor Muscle Milk AMR den Titel an Dyson Racing. Neben der ALMS expandierte das Team Cytosport in dieser Saison auch in die IMSA GT3 Cup Challenge, dem amerikanischen Porsche-Markenpokal. Marc Bullitt fuhr auf den dritten Meisterschaftsrang in der Platinum-Klasse.
Nach dem dritten Fahrzeugwechsel in der dritten Saison wechselte das Team zu einem HPD ARX 03a. Auch ein Namenswechsel folgte in diesem Jahr, Muscle Milk Pickett Racing war nun der Name. 2012 war erneut eine erfolgreiche Saison für Pickett Racing, welcher dieses Jahr auch von Erfolg gekrönt war. Nach sechs Saisonsiegen feierten Lucas Luhr und Klaus Graf die Fahrermeisterschaft, Pickett-Racing den Teamtitel. Bei drei Rennen setzte das Team auch ein zweites Auto in der LMPC-Klasse ein.
2013 war nachzu eine Kopie der vorherigen Saison. Pickett Racing gewann erneut Fahrer- und Teamtitel, holte für HPD außerdem die Titel in der Chassis- und Motoren-Wertung. Dabei gewannen Luhr und Graf in ihrem HPD ARX-03c die Rennen vom zweiten bis zum vorletzten Lauf der Saison in Serie. Nur in Sebring (von Audi) und beim Petit Le Mans (von Rebellion Racing) ging der Sieg an einen Konkurrenten.